# Бецци, Кристиан
Кристиан Бецци (итал. Cristian Bezzi, родился 13 марта 1975 в Реджо-нель-Эмилия) — итальянский регбист, играющий тренер клуба «Реджо».

## Биография

### Клубная карьера
Воспитанник школы клуба «Реджо». Выступал с 2000 по 2009 годы за «Виадану», выиграл в её составе чемпионат Италии, два Кубка Италии и Суперкубок Италии. С 2009 играет за «Реджо». Провёл много встреч в Кубке Хейнекен и Европейском кубке вызова.

### Карьера в сборной
Дебютировал на Кубке шести наций 2003 года в Риме в поединке против Уэльса: Италия победила со счётом 30:22. Сыграл на чемпионате мира 2003 года в Австралии две игры. Последний матч провёл в июне 2005 года против Австралии.

### Карьера тренера
6 июня 2008 Бецци объявил об уходе из регби, но вернулся вскоре в ранге тренера юношеской команды «Реджо» в серии C, а вскоре стал играющим тренером основной команды.

## Достижения
- Чемпион Италии: 2001/2002
- Победитель Кубка Италии: 2002/2003, 2006/2007
- Победитель Суперкубка Италии: 2007